# Let's Dance (album)
Let's Dance je patnácté studiové album britského zpěváka Davida Bowieho, vydané v dubnu 1983. Jeho nahrávání probíhalo v prosinci 1982 v newyorském studiu Power Station a produkoval jej Bowie společně s Nile Rodgersem. Pro toto album vznikla nová nahrávka skladby "Cat People", která o rok předtím zazněla ve stejnojmenném filmu a vyšla také na singlu. Hit "China Girl" natočil původně Iggy Pop v roce 1977 pro své album "The Idiot".

## Seznam skladeb
| Pořadí         | Název                         | Autor                                   | Délka |
| -------------- | ----------------------------- | --------------------------------------- | ----- |
| 1.             | Modern Love                   | David Bowie                             | 4:46  |
| 2.             | China Girl                    | Bowie, Iggy Pop                         | 5:32  |
| 3.             | Let's Dance                   | Bowie                                   | 7:38  |
| 4.             | Without You                   | Bowie                                   | 3:08  |
| 5.             | Ricochet                      | Bowie                                   | 5:14  |
| 6.             | Criminal World                | Peter Godwin, Duncan Browne, Sean Lyons | 4:25  |
| 7.             | Cat People (Putting Out Fire) | Bowie, Giorgio Moroder                  | 5:09  |
| 8.             | Shake It                      | Bowie                                   | 3:49  |
| Celková délka: | Celková délka:                | Celková délka:                          | 39:41 |

## Obsazení
- David Bowie – zpěv, aranžmá
- Carmine Rojas – baskytara
- Omar Hakim – bicí
- Tony Thompson – bicí
- Nile Rodgers – kytara, aranžmá
- Stevie Ray Vaughan – kytara
- Rob Sabino – klávesy
- Mac Gollehon – trubka
- Robert Aaron, Lenny Pickett, Stan Harrison – tenorsaxofon, flétna
- Steve Elson – barytonsaxofon, flétna
- Sammy Figueroa – perkuse
- Frank Simms – vokály
- George Simms – vokály
- David Spinner – vokály
- Bernard Edwards – baskytara